# 大江ビルヂング
大江ビルヂング（おおえビルヂング）は、大阪府大阪市北区にある建築物。

## 概要
裁判所に近い立地を活かして、弁護士事務所の入居を見込んで計画されたテナントビル。
当初は、地下に食堂・理髪店・貸金庫、2階に売店・暗室、3 - 5階にレンタル応接室、1階ホールにはビリヤード台やバーカウンターまで設えた、ホテルのようなサービスを提供していた。

## 交通アクセス
- 地下鉄御堂筋線淀屋橋駅より、北に徒歩6分。

## 周辺施設
- 大阪高等裁判所
- 大阪市役所